# 질식
질식(窒息)은 신체 조직에 정상적으로 산소가 공급되지 않는 상태를 뜻한다. 주로  코와 입이 막히는 경우, 기도가 막히는 경우, 가슴이 눌리는 경우 질식이 발생한다. 성행위 도중 의도적으로 질식을 유도하여 성적 쾌감을 얻으려 하는 경우를 성적 질식이라고 한다. 질식이 일정 시간 이상 지속될 경우 질식사하게 된다.

## 분류
- 외질식 혹은 외질식사
- 내질식 혹은 내질식사

외질식은 바깥 공기가 폐까지 오는 과정에 문제가 생겨 인체의 산소 공급에 장애가 생기는 것이며, 내질식은 폐까지 산소의 공급은 정상이지만 폐에서 인체의 조직이나 세포까지의 산소 전달에 장애가 생기는 것을 의미한다. 내질식은 대부분 기체성 독물질에 의해 중독이 되어 산소공급에 문제가 생기는데 대표적인 독물이 일산화탄소이다.

## 질식사
다양한 유형의 질식이 있다.

### 삼킬 때 질식 (그리고 응급처치)
이 경우에는 제대로 씹지 않은 음식이나 잘못 들어온 음식에 의해 기도가 막힌다. 즉시 치료하지 않으면 질식 또는 사망에까지 이를 수 있다.
일부 손 기술은 질식을 해결할 수 있다(아래 참조).
게다가, 시장에는 일부 "질식 방지" 장치가 있다(LifeVac 및 Dechoker).

#### 일반 피해자를 위한 응급처치
기침을 먼저 하는 것이 좋다.
피해자가 기침을 할 수 없으면, 손으로 두 가지 기술을 사용하십시오 (아래 두 그림 참조).
더 나은 결과를 얻으려면, 다음을 순서대로 수행한다. 각 기술을 5회 정도 수행하고, 다른 기술로 바꾼 다음 교대로 계속 반복한다.
임산부 와 과도한 비만 을 가진 피해자 이러한 손 기술의 변형이 필요하다 (아래 참조).
아기(1세 미만)는 이러한 손 기술의 변형이 필요하다 (아래 참조).
질식이 계속된다면, 응급 의료 서비스에 전화해야 한다.
피해자는 잠시 후 의식을 잃을 수 있다. (아래 참조) 그러면 "질식 방지 심폐 소생술" 이 필요하다.

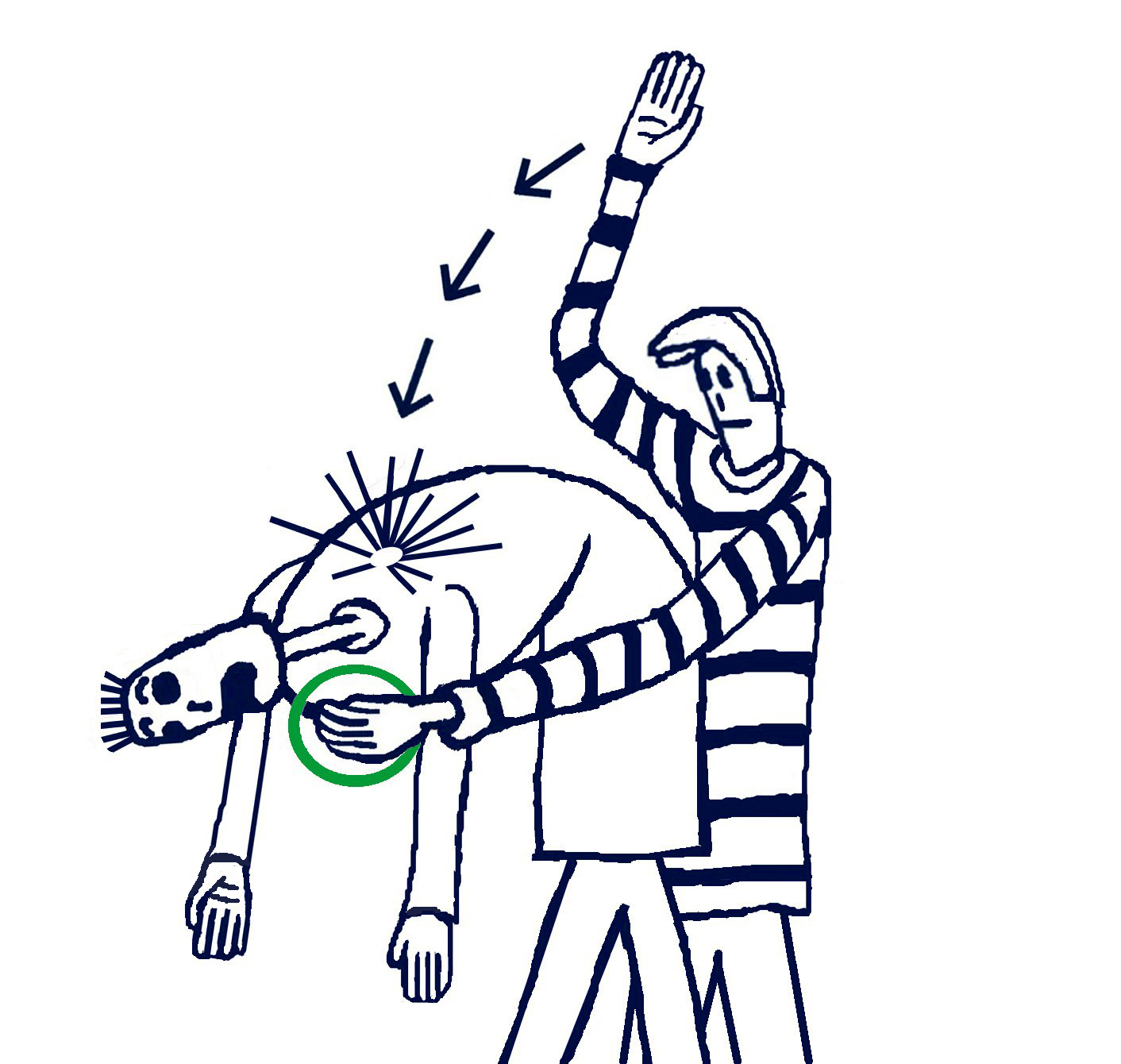
"등을 찰싹 때리기" : 효과를 높이기 위해 때리지 않는 손으로 피해자의 가슴을 받쳐준다. 그리고 피해자의 몸을 최대한 구부리고, 다른 손으로 세게 때린다.

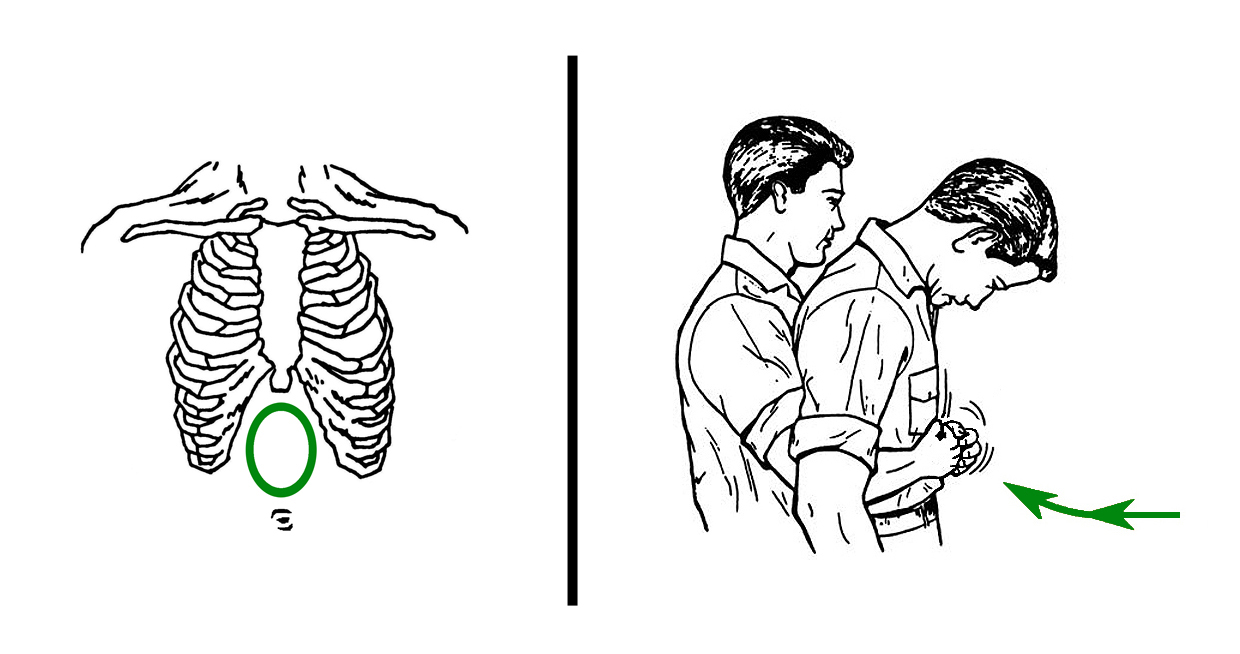
"복부압박" ("Heimlich Maneuver") : 이러한 압박 을 강력하게 가슴과 배꼽 사이에 가해야 한다.

#### 임산부 또는 너무 많이 비만인 사람을 위한 응급처치
첫 번째로는 역시 질식한 사람의 기침을 유도하는 것이다.
피해자가 기침을 할 수 없으면, 다음의 두 가지 기술을 손으로 사용한다. (아래 두 그림 참조).
더 나은 결과를 얻으려면 다음을 순서대로 진행한다. 각 기술을 5회 정도 수행한 뒤 다른 기술로 변경하여 5회 수행, 이후 이걸 교대로 계속한다.
질식이 계속되면 응급 의료 서비스에 전화한다.
피해자는 잠시 후 의식을 잃을 수도 있다. (아래 참조) 그러면 "질식 방지 심폐 소생술"이 필요하다.

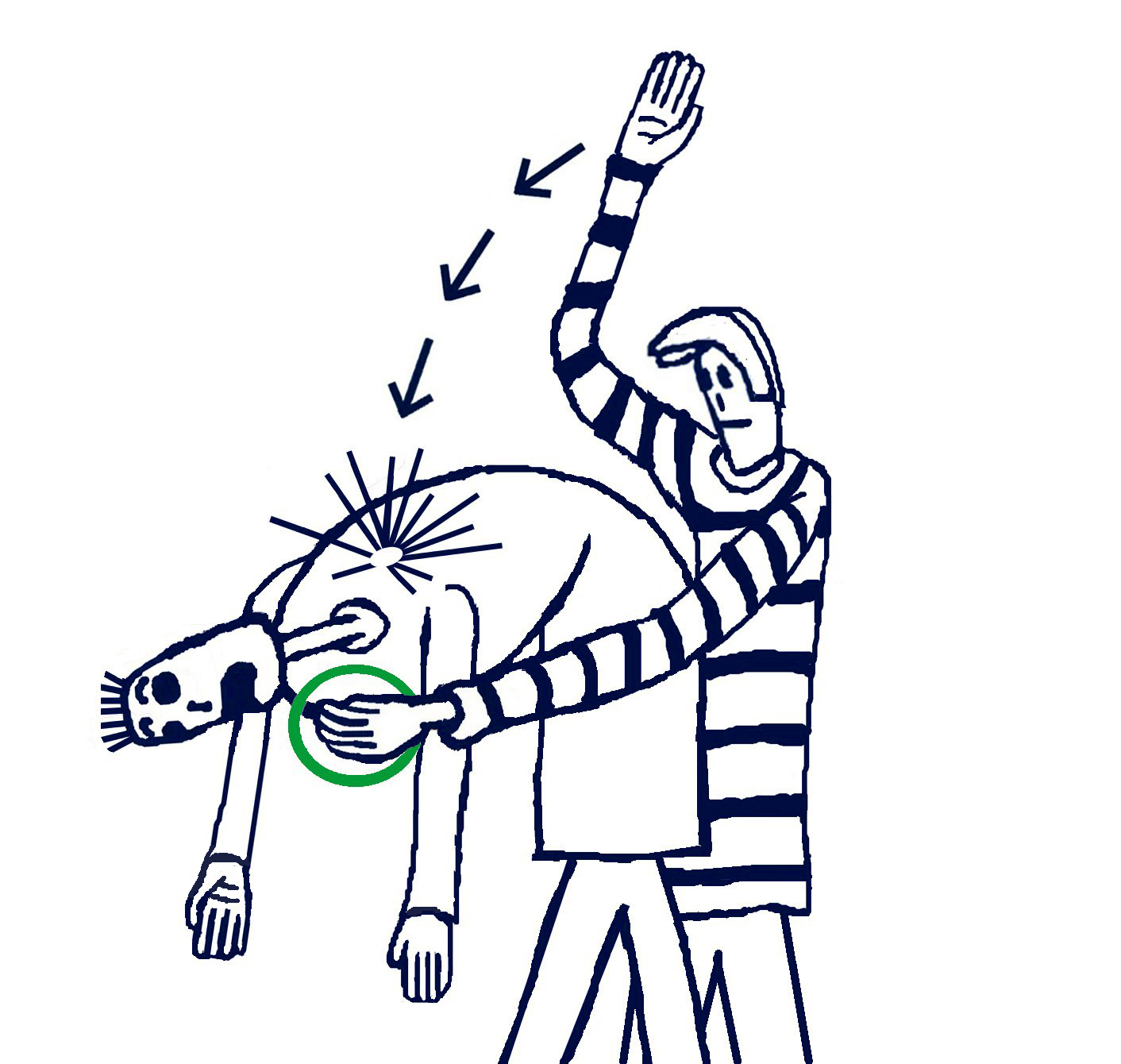
"등을 찰싹 때리기" : 일반 피해자와 동일하다. 효과를 높이기 위해 때리지 않는 손으로 피해자의 가슴을 받쳐준다. 피해자의 몸을 최대한 구부린 다음 다른 손으로 세게 때린다.

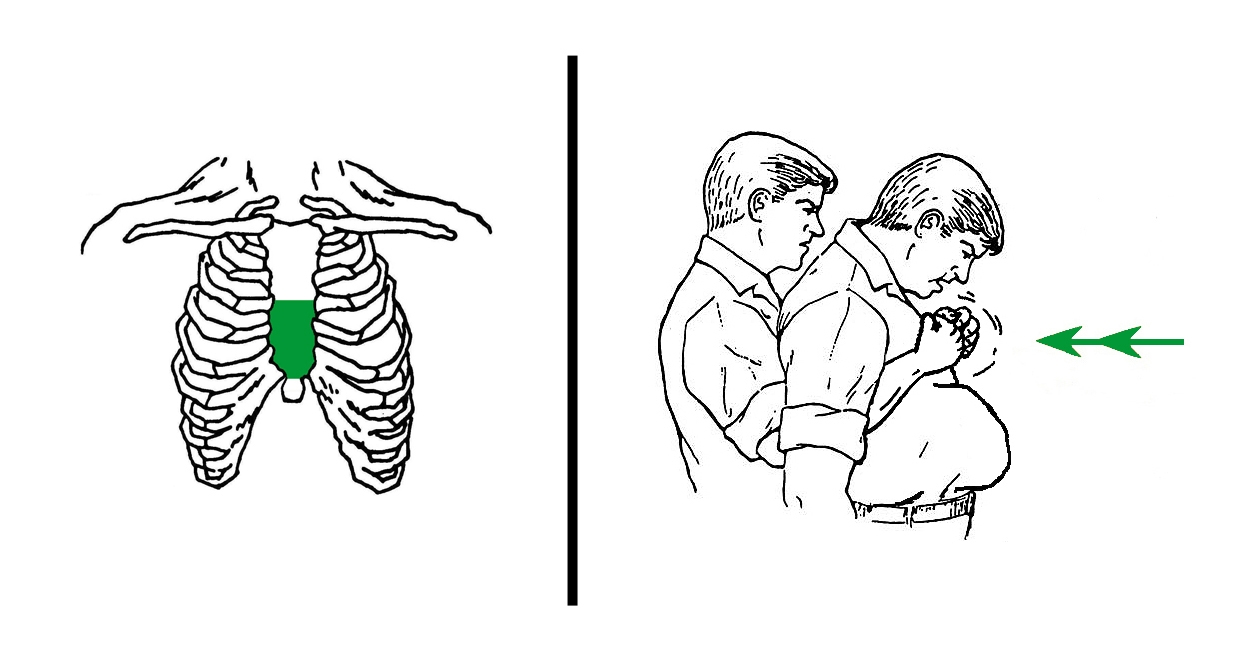
"흉부 압박" 의 질식 방지 기술 : 압박을 가슴뼈 아래쪽 절반에 강력하게 가한다.

#### 영유아 응급처치 (1세 미만)
아기를 위해 다음 두 가지 기술을 손으로 사용한다. (아래 두 그림 참조).
더 나은 결과를 얻으려면 다음을 순서대로 시행한다. 각 기술을 5회 정도 수행한 뒤 다른 기술로 변경하여 교대로 계속 반복한다.
질식이 계속되면 응급 의료 서비스에 전화한다.
아기는 잠시 후 의식을 잃을 수도 있다 (아래 참조), 그러면 "아기를 위한 질식 방지 심폐 소생술" 이 필요하다.

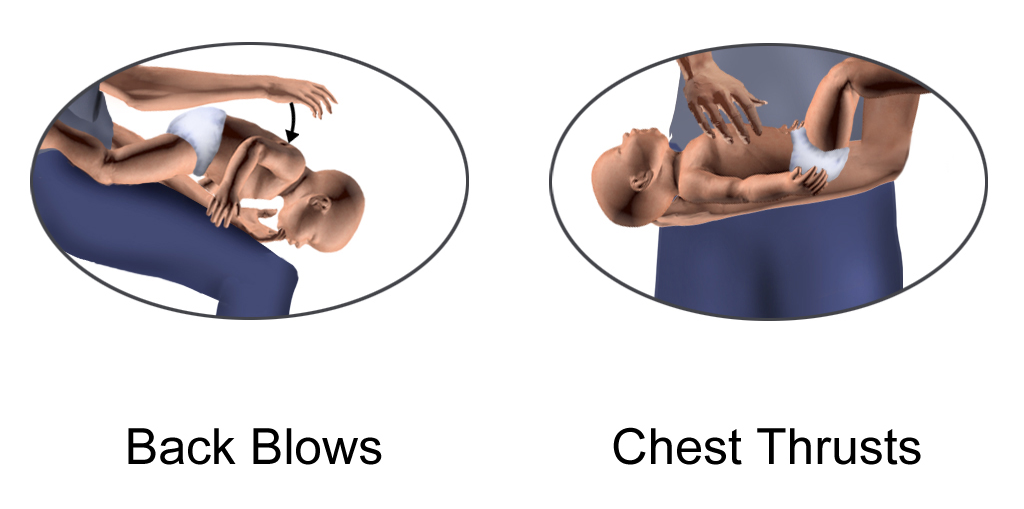
왼쪽: "등을 찰싹 때리기", 아기가 약간 거꾸로 기울어져 있다, 조심스럽게 개최, 그리고 얼굴 주위에 한 손으로.
----오른쪽: "흉부 압박", 두 손가락으로 가슴 중앙의 아래쪽 절반을 누른다.

#### 의식이 없는 희생자를 위한 응급처치
이를 위해서는 다음이 필요하다: "질식 방지 심폐 소생술" (아기용 아님)
또는 "아기를 위한 질식 방지 심폐 소생술" (1세 미만). (아래 참조).

##### 질식방지 심폐소생술, 아기용 아님
응급 의료 서비스에 전화하십시오.

심폐소생술의 흉부압박.

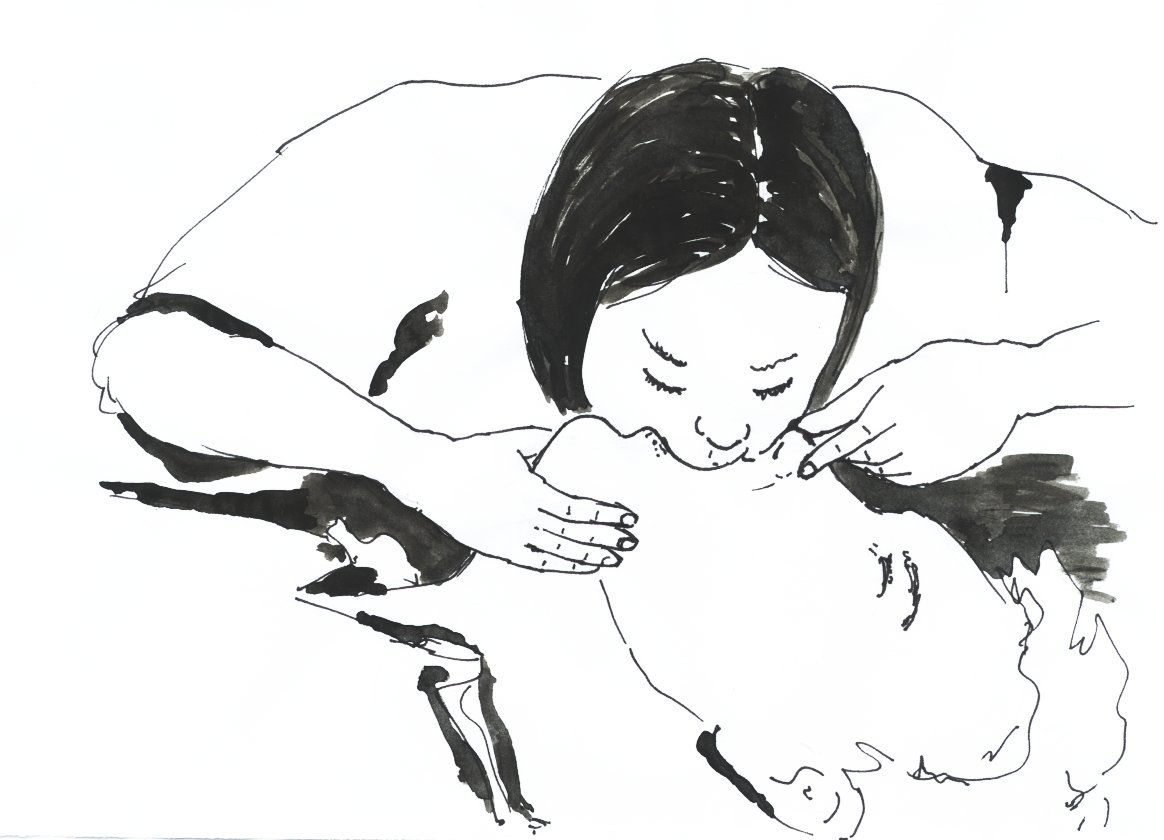
심폐 소생술의 환기(구조 호흡). 아기의 경우 입을 사용하여 아기의 입과 코를 동시에 가리십시오.

피해자를 얼굴이 위로 향하게 하여 눕힌다.
피해자에게 "질식 방지 심폐소생술"실시, 지속적으로:
- 가슴 중앙의 아래쪽 절반에 30회 압박.
- 걸린 물체가 보이면 빼낸다. 이 심폐 생술은 피해자가 정상적으로 호흡할 때까지 계속되어야 한다.
- 피해자의 코를 막는다. 구강 대 구강 환기(구조 호흡)를 수행하여 공기를 들여보낸다. 다른 동일한 환기(구조 호흡)를 수행하여 공기를 다시 들여보낼 수 있게 한다.
- 피해자의 머리를 앞뒤로 돌린다. 다시 2번의 인공호흡을 수행한다.

부터 이 모든 단계를 계속해서 반복한다. 첫 번째 것(30회 압박)부터 시작한다.

##### 질식방지 심폐소생술, 영유아용 (1세 미만)
응급 의료 서비스에 전화한다.
아기를 눕히고 얼굴이 위로 향하게 한다. 아기의 머리는 항상 정면을 보고 있어야 한다.
아기에게 지속적으로 "질식 방지 심폐소생술"을 시행한다. 구체적으로는 다음과 같다.
- 아기 쪽에서: 두 손가락으로 가슴 중앙의 아래쪽 절반을 30회 압박한다.
- 걸린 물체가 보이면 빼낸다. 아기가 정상적으로 숨을 쉴 수 있을 때까지 심폐소생술을 계속해야 한다.
- 아기의 입과 코를 동시에 가리기 위해 입을 사용하여 공기를 주입한다(환기 또는 인공 호흡).

부터 이 모든 단계를 계속해서 반복한다. 첫 번째 것(30회 압박)부터 시작한다.

### 목눌림에 의한 질식사
질식사(窒息死)는 질식이 원인이 되어 일어나는 죽음을 의미한다. 일반적으로는 목눌림이 원인이 되어 일어나는 죽음과 질식에 의한 죽음 모두를 질식사로 분류한다. 엄밀한 의미에서의 질식사는 후자에만 해당한다.
목이 눌리면 숨을 쉴 수 없어 생존이 불가능하다. 이론상으로는 목이 눌리더라도 숨을 참을 수 있을 경우에는 살 수 있다. 그러나 대개의 경우 목이 눌리면 목뼈가 부러지거나, 뇌와 연결된 혈관이 함께 눌리게 되거나, 목을 지나는 신경에 손상을 주어 심부정맥을 일으켜 사망하게 된다. 목눌림으로 인해 사망한 시체는 얼굴과 장기에 울혈이 생긴다. 결막에는 점상출혈이 나타난다.

#### 목눌림의 종류
목눌림은 크게 세 가지로 분류할 수 있다.
- 교사(絞死, Strangle): 끈으로 목을 조르다는 경우를 의미한다. 대개의 경우 조르는 힘이 강하지 않아 생존 시간이 길고, 따라서 피해자가 저항하는 시간이 길어진다. 이로 인해 목에 많은 손상이 발생한다. 끈이 남기는 흔적은 수평적이며 고루 힘이 실려 있다. 자살과 타살의 가능성이 모두 존재한다.

- 의사(縊死, Hanging): 끈으로 목을 감고 몸무게로 조르는 경우, 즉 목을 매다는 경우를 의미한다. 피해자는 몸무게 전체가 목에 걸리기 때문에 목뼈나 신경에 손상이 가며, 이 때문에 대개 즉시 의식을 잃고 상대적으로 빠른 시간 내에 사망한다. 의사의 경우 통념상 피해자의 키보다 높은 곳에 목을 매달아야 한다고 생각하는 경우가 많다. 그러나 목을 지나는 중요한 혈관이 막히면 뇌손상이 일어나므로 사망하게 되는데, 이 혈관을 막는 데에는 몸무게 전체가 걸리지 않아도 된다. 그러므로 이론상 발이 땅에 닿은 경우나 앉아 있는 경우, 심지어는 누워 있는 경우에도 의사가 가능하다. 끈이 남기는 흔적은 목 위쪽에 분포하며 한 쪽으로 힘이 쏠려 있는 모양새를 띠고 있다. 자살과 타살의 가능성이 모두 존재한다.

- 액사(扼死, Throttle): 손으로 목을 조르다는 경우를 의미한다. 목눌림의 세 가지 분류 중에서 가장 적은 힘이 목에 실리게 된다. 따라서 피해자가 사망하기까지 오랜 시간이 걸리며, 피해자의 저항이 크기 때문에 시체에 가장 많은 손상이 발생한다. 액사한 시체의 경우 격렬한 저항의 결과로 피해자의 신체, 특히 손톱 아래에 가해자의 신상과 관련된 증거가 남아 있는 경우가 잦다. 대개 피해자의 목 주변에는 가해자의 손자국이나 손톱 자국이 남는다. 스스로 목을 조르더라도 의식을 잃은 후에는 손의 힘이 풀려 사망에까지 이를 수 없으므로, 액사는 모두 타살이다.

## 같이 보기
- 기절 놀이
- 출혈
- 쇼크사